# ای‌وای ای‌وای به ممد حیدری
آهنگ «اِی‌وای اِی‌وای به ممد عیدعلی» یکی از مشهورترین و محبوب‌ترین موسیقی‌های بومی است. رضا  بابزنی در این ترانه بندری خود، محمّد عیدعلی، معلّم اهل شهر راین کرمان را مورد خطاب قرار می‌دهد و نگاه طنز خود از شرایط جاری این معلم که دو همسر دارد و گاهی به بندرعباس سفر می‌کند را بازگو می‌کند.